# Palais d'Alphonse XIII et de Victoire-Eugénie
Les palais d'Alphonse XIII et de Victoire-Eugénie sont deux palais jumeaux situés place de Josep Puig i Cadafalch, dans le district de Sants-Montjuic, à Barcelone. Ils se trouvent dans l'enceinte de la Foire de Barcelone, au pied du palais National. Œuvre de Josep Puig i Cadafalch, ils ont été bâtis entre 1918 et 1923 en vue de l'Exposition Internationale de Barcelone de 1929. Ils ont été nommés en l'honneur d'Alphonse XIII et Victoire-Eugénie de Battenberg, alors souverains d'Espagne.
Les deux palais sont inscrits comme Bien Culturel d'Intérêt Local en Catalogne,.

## Histoire

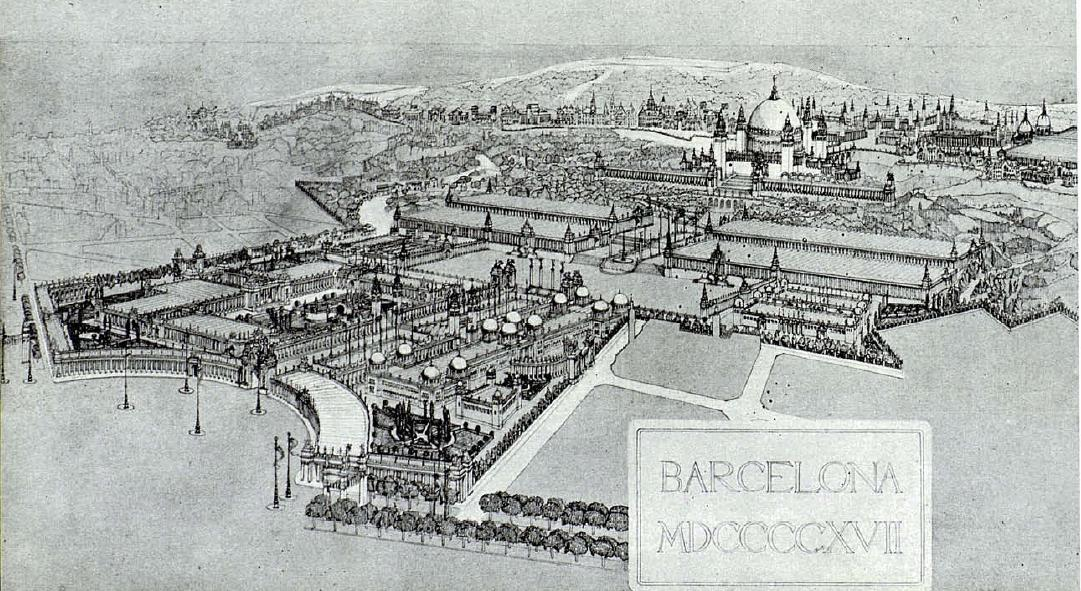
Projet d'urbanisation de Montjuic de Puig i Cadafalch (1917). Au centre, les deux palais.

L'Exposition Internationale a eu lieu du 20 mai 1929 au 15 janvier 1930. Elle se tenait sur la colline de Montjuic, sur une surface de 116 hectares, et a coûté 180 millions de pesetas. Consacrée à l'industrie, aux sports et à l'art, elle prétendait faire connaître les nouveaux progrès technologiques et projeter l'image de l'industrie catalane à l'extérieur. L'Exposition a supposé un grand développement urbanistique pour Barcelone, ainsi qu'un banc d'essais pour la consolidation du noucentisme, un nouveau style architectural de racine classiciste qui s'est substitué au modernisme prépondérant en Catalogne au début du siècle.
L'idée a commencé à germer en 1905, promue par l'architecte Josep Puig i Cadafalch, mais la lenteur des préparatifs a reporté la date de début des travaux à 1917 ; malgré tout, de nouveaux retards ont été causés par la Première Guerre mondiale. Les travaux se sont arrêtés plusieurs années, jusqu'à ce qu'ils soient achevés en 1923 ; pourtant, l'instauration cette année de la dictature de Primo de Rivera a reporté la célébration de l'événement, qui n'a eu lieu qu'en 1929, coïncidant avec l'Exposition Ibéro-américaine de Séville.

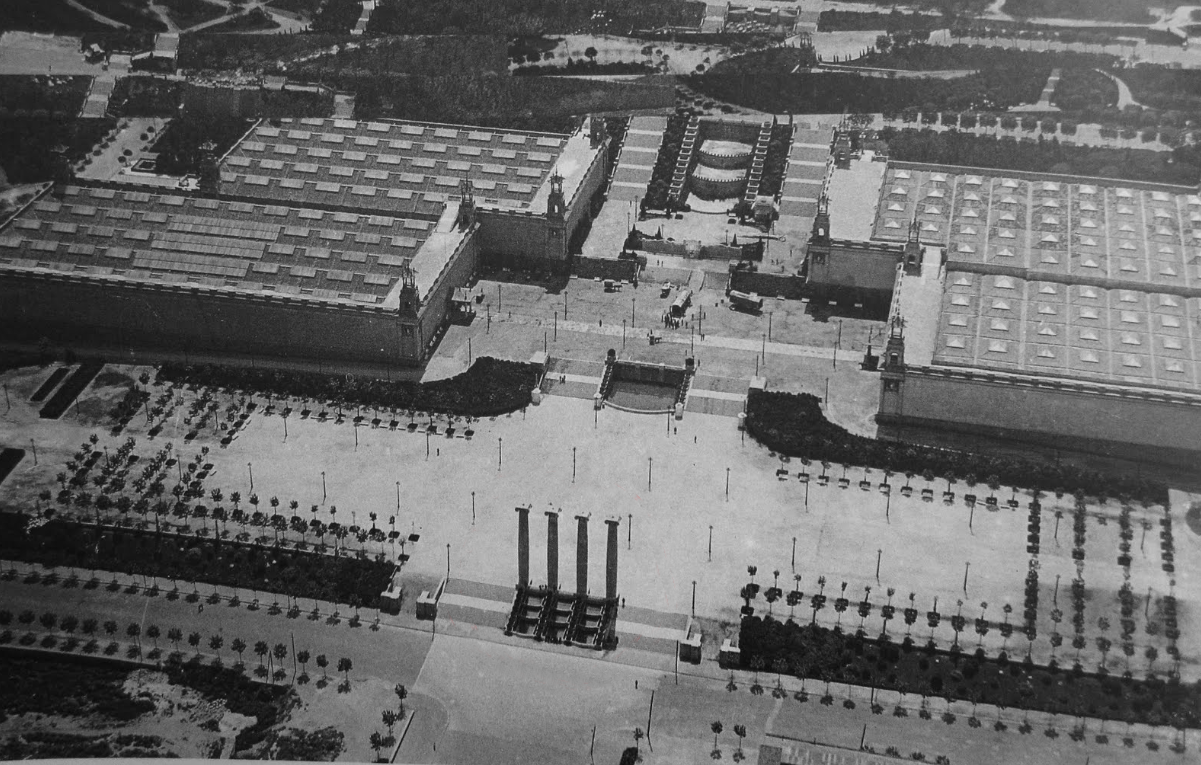
Vue aérienne des palais d'Alphonse XIII et Victoire-Eugénie (1925).

L'enceinte de l'Exposition s'est construite selon le projet de Puig i Cadafalch : l'ensemble commençait place d'Espagne, en passant par l'avenue d'Amérique (actuelle avenue de la Reine Maria Cristina), où se situaient les grands bâtiments de l'Exposition, jusqu'au pied de la colline, où était la Fontaine magique, entourée par les palais d'Alphonse XIII et Victoire-Eugénie ; d'ici partait un escalier conduisant au palais National, l'œuvre la plus monumentale de l'Exposition. Face aux palais étaient édifiées quatre colonnes d'ordre ionique  symbolisant le drapeau catalan, œuvre de Puig i Cadafalch, mais le dictateur Primo de Rivera a ordonné leur destruction ; elles ont été réédifiées en 2011.
Les deux palais étaient initialement nommés palais de l'Art Moderne et de l'Architecture, même si en 1926 ils ont été renommés en l'honneur des souverains. Pendant l'Exposition, le palais d'Alphonse XIII était consacré à la Construction, tandis que celui de Victoire-Eugénie abritait les représentations de pays qui n'avaient pas de pavillon en propre.

## Description

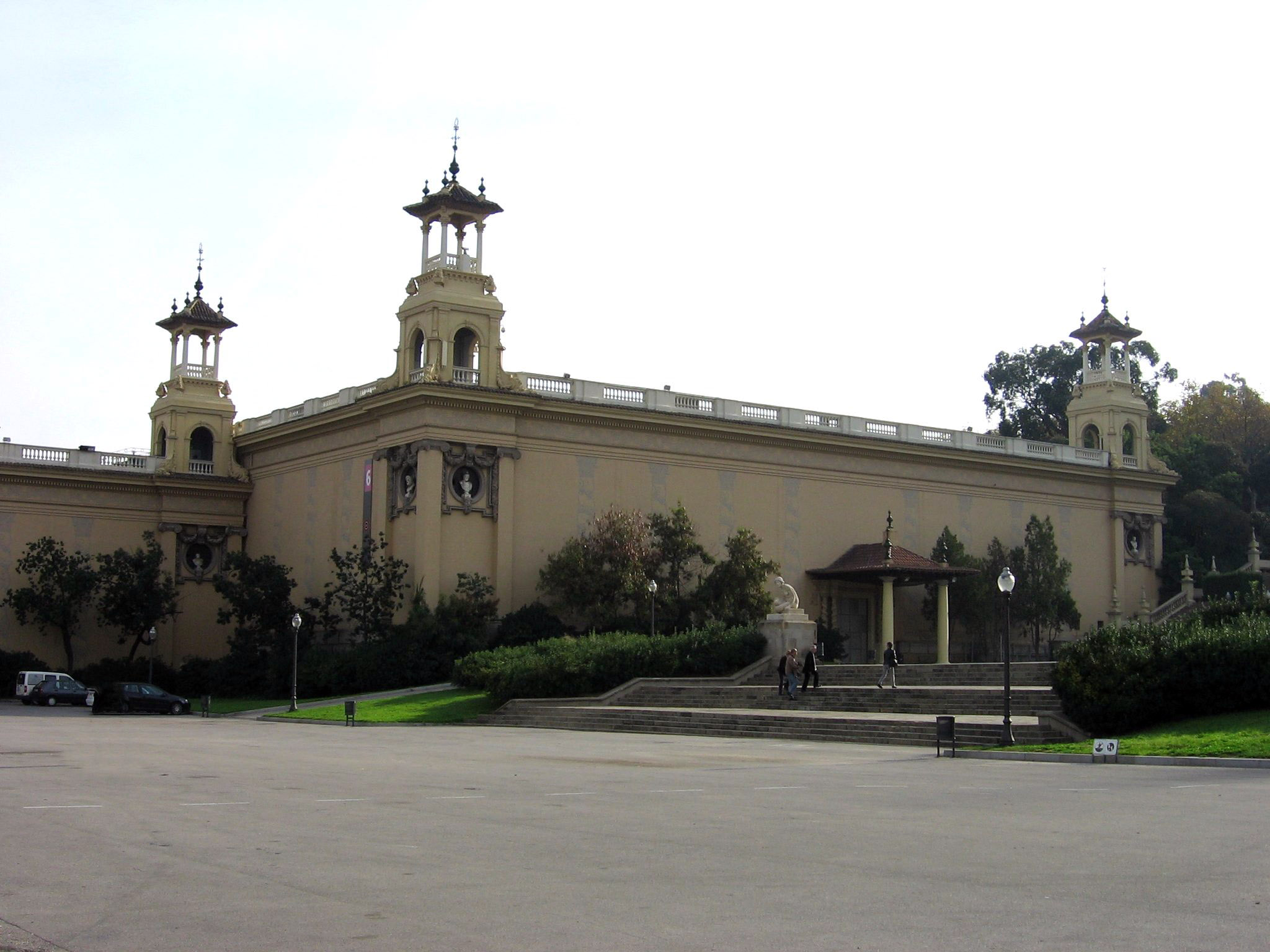
Palais d'Alphonse XIII.

Il s'agit de deux bâtiments jumeaux, situés symétriquement à chaque côté de la place, sur un terrain en dénivelé. Ils ont une surface de 14 000 m2 chacun. À l'intérieur, le dénivelé du terrain est rattrapé par des rampes d'escaliers. La couverture est soutenue par des colonnes, et présente une série de lucarnes permettant à l'intérieur une lumière zénithale. Par ailleurs, chaque palais comporte un sous-sol de 4 800 m2.
Les façades sont inspirées du style baroque catalan. Puig i Cadafalch s'est inspiré du Pont de Real de Valence pour les tours, et de la façade de l'église baroque de Caldes de Montbui pour les porches. Le décor de l'extérieur est formée par des sgraffites sur les murs, représentant des colonnes salomoniques et des guirlandes de motifs végétaux, ainsi que des bustes sculpturaux de personnages classiques.

## Usages
Une fois l'Exposition terminée, les deux palais ont été réaffectés à la Foire de Barcelone, dans laquelle ils sont désignés comme les pavillons 6 et 7. Malgré tout, dans le futur est prévue leur reconversion en musées, afin de transformer le site de Montjuic en un grand complexe muséal.
En juillet 2017 la mairie et la Foire de Barcelone ont rendu public un accord pour remodeler le Palais Victoire-Eugénie, qui était cédé comme lieu de foires jusqu'en 2025. L'accord permettra à la ville gagner une surface de 6 350 m2 destiné à des expositions tandis que le reste du Palais conservera sa vocation d'espace de Foires. Grâce à cette décision, le Palais pourra accueillir de grandes expositions et donnera à Barcelone une meilleure présence sur de grands évènements culturels et de grandes expositions internationales.